# Medzibrodie nad Oravou
Medzibrodie nad Oravou (in ungherese Medzibrogy) è un comune della Slovacchia facente parte del distretto di Dolný Kubín, nella regione di Žilina.